# Julius Rupp
Pour les articles homonymes, voir Rupp.
Friedrich Julius Leopold Rupp (né le 13 août 1809 à Königsberg - mort le 11 juillet 1884 à Königsberg) est un théologien, professeur et militant pacifiste prussien.

## Biographie
En 1842, il devient aumônier de division à l'église du château de Königsberg, l'église de la garnison de Königsberg (de). 